# Namecoin
Namecoin (Símbolo: ℕ o NMC) es una criptomoneda y primera copia del programa informático bitcoin en funcionamiento. Está basado en el mismo código de bitcoin con pequeñas modificaciones y utiliza el mismo algoritmo de distribución SHA-256. Está limitado a 21 millones de unidades y se puede dividir hasta 8 decimales.
A diferencia de Bitcoin, Namecoin puede almacenar datos dentro de su propia cadena de bloques. La propuesta original para Namecoin pedía un sistema DNS descentralizado que usase la base de datos de bitcoin directamente. Anticipando dificultades de escalabilidad de esta manera, se decidió crear una nueva moneda digital separada del bitcoin completamente pero en la que los mineros de bitcoin ayudasen a su seguridad sin tener que dedicar recursos extra. 
El registro sin censura alguna de dominios .bit es la función principal de Namecoin. Este es funcionalmente similar a .com o .net pero es totalmente alternativo e independiente de la ICANN, el organismo que controla los nombres de dominio de nivel superior.

## Registros
Cada uno de los valores consiste en una clave y un valor asociado de hasta 520 byte de tamaño. Cada clave en realidad es una ruta con el nombre de dominio precediendo al nombre del registro. La clave d/ejemplo se interpreta como un registro guardado en el dominio de DNS dcon el nombre ejemplo y corresponde a la web ejemplo.bit. El contenido de d/ejemplo se supone que debe guardarse de acuerdo a las especificaciones de los nombres de dominio DNS .
Actualmente la comisión por registro de cada valor es de 0.01 NMC y los registro caducan a los 200 días excepto si se actualizan o renuevan. Los namecoins usados para cada registro son marcados como usados y no pueden ser usado para pagos, ya que dar estas comisiones a los mineros les permitiría registrar dominios a muy bajo precio.

## Historia
En septiembre de 2010, se inició una discusión en el Foro de Bitcointalk sobre un sistema hipotético llamado BitDNS y generalizando Bitcoin. Gavin Andresen y Satoshi Nakamoto se unieron a la discusión en el Foro de Bitcointalk y apoyaron la idea de Bitdns, y se anunció una recompensa por implementar Bitdns en el Foro en diciembre de 2010.
En junio de 2013, se lanzó NameID.
Un estudio de 2015 encontró que de los 120,000 nombres de dominio registrados en Namecoin, solo 28 estaban en uso.
Namecoin también fue mencionada por la ICANN en un proyecto de informe público como el ejemplo más conocido de distribución de control y privacidad en DNS.
En diciembre de 2018, se presentó una propuesta en la lista de correo OpenNIC para eliminar el soporte para los dominios de Namecoin.bit. En el mismo mes, se le recomendó a OpenNIC que abandonara el soporte para el espacio de nombres .bit debido a preocupaciones de seguridad de los desarrolladores de Namecoin y PRISM Break.
En julio de 2019, OpenNIC volvió a votar sobre la eliminación del espacio de nombres .bit, citando "numerosos problemas con el soporte de los dominios NameCoin" y la animosidad reciente entre los dos proyectos. La votación pasó. El desarrollador de Namecoin, Jeremy Rand, dio la bienvenida a la medida, agradeció a OpenNIC y la describió como la "decisión correcta".

## Usos
Usos potenciales propuestos para Namecoin además del registro de DNS:
- Sistemas de identidad[16]
- Comunicación entre procesos[16][17]
- Espacio de nombres[16]
- Sistemas de notaría / huella de tiempo[18]
- Sistemas de alias[19][20]
- Distribución de bonos y participaciones[21][22]